# Baal-Gade
Baal-Gade, na mitologia dos fenícios, é a divindade da fortuna.